# Teruyuki Moniwa
Teruyuki Moniwa (Atsugi, Japón; 8 de septiembre de 1981) es un futbolista japonés que se desempeña como defensor en el FC Maruyasu Okazaki de la Japan Football League.

## Clubes
| Club                | País      | Año         |
| ------------------- | --------- | ----------- |
| Shonan Bellmare     | Japón     | 1999 - 2001 |
| F. C. Tokio         | Japón     | 2002 - 2009 |
| Cerezo Osaka        | Japón     | 2010 - 2013 |
| Bangkok Glass       | Tailandia | 2014        |
| Cerezo Osaka        | Japón     | 2015 - 2018 |
| FC Maruyasu Okazaki | Japón     | 2019 -      |